# Millettia eberhardtii
Millettia eberhardtii är en ärtväxtart som beskrevs av François Gagnepain. Millettia eberhardtii ingår i släktet Millettia och familjen ärtväxter. Inga underarter finns listade i Catalogue of Life.